# قانون طابع
قانون الطوابع هو أي تشريع يتطلب دفع ضريبة على نقل مستندات معينة. ويحصل من يدفع الضريبة على طابع رسمي على وثائقه مما يجعلها وثائق قانونية. وقد شملت قوانين الطوابع مجموعة متنوعة من المنتجات بما في ذلك أوراق اللعب والنرد والأدوية المسجلة والشيكات والرهون العقارية والعقود ورخص الزواج والصحف. قد يتعين ختم العناصر فعليًا في مكاتب حكومية معتمدة بعد دفع الرسوم مع أن الطرق التي تتضمن الدفع السنوي لمبلغ ثابت أو شراء طوابع لاصقة هي عملية أكثر وأكثر شيوعًا.
ابتكر هذا النظام الضريبي لأول مرة في هولندا في عام 1624 بعد مسابقة عامة لإيجاد شكل جديد من الضرائب. نفذت قوانين الطوابع في العديد من البلدان بما في ذلك أستراليا وكندا وجمهورية الصين الشعبية وأيرلندا والهند وماليزيا والمملكة المتحدة والولايات المتحدة الأمريكية.
تُسمى الضرائب المفروضة بموجب قانون الطوابع برسوم الطوابع.

## أستراليا
سنت قوانين الطوابع في العديد من الولايات الأسترالية في أعوام 1878 و1882 و1886 و1890 و1894 مع التعديلات من عام 1892 إلى عام 1907. وفقًا لهذه القوانين كانت الطوابع مطلوبة على العديد من أنواع المعاملات التجارية: الأوراق المالية القابلة للتداول والسندات الإذنية وسندات الشحنوالإيصالات.
في غرب أستراليا أصلح هذا النوع من الرسوم الجمركية بموجب قانون الطوابع لغرب أستراليا لعام 1921 والذي دخل حيز التنفيذ في 1 يناير 2010. في جنوب أستراليا صدر قانون رسوم الطوابع لعام 1923 لأول مرة في عام 1923 ثم قاموا بمراجعته أو تعديله بشكل سنوي تقريبًا حتى إصداره الحالي في عام 2017.

## المملكة المتحدة

### قانون الطوابع لعام 1694
قدمت ضريبة الدمغة لأول مرة في إنجلترا في عام 1694 بعد النموذج الهولندي كقانون لمنح جلالة الملك العديد من الرسوم على الرق والورق لمدة أربع سنوات من أجل الاستمرار في الحرب ضد فرنسا ( 5 و6 ويل ومار سي 21). وتتراوح الرسوم بين بنس واحد إلى عدة شلنات على عدد من الوثائق القانونية المختلفة بما في ذلك وثائق التأمين والوثائق المستخدمة كدليل في المحاكم ومنح الشرف ومنح الوصايا وخطابات الإدارة. وقد جمع البرنامج حوالي 50 ألف جنيه إسترليني سنويا ومع أنه كان في البداية إجراء مؤقتا فقد أثبت نجاحه إلى حد أن استخدامه استمر.

### قانون الطوابع لعام 1712
كان قانون الطوابع لعام 1712 قانونًا صدر في المملكة المتحدة في الأول من أغسطس عام 1712 لإنشاء ضريبة جديدة على الناشرين وخاصةً ناشري الصحف. كان معدل الضريبة المبدئي المقدر بنسًا واحدًا لكل صفحة كاملة من الصحيفة، ونصف بنس لنصف الصفحة وشلن واحد لكل إعلان موجود داخلها. باستثناء الصحف فقد اشترط القانون أن تصدر الضريبة على جميع النشرات والوثائق القانونية والفواتير التجارية والإعلانات وغيرها من الأوراق. وسع نطاق القانون في عام 1797 بضرائب أكبر ومجموعة أوسع من المواد المتأثرة وبلغ ذروته حوالي عام 1815 أثناء صراع "الضرائب على المعرفة" وخفض في عام 1836 وألغي في عام 1855.
كانت ضريبة الطوابع ضريبة على كل صحيفة على حدة وعلى هذا كانت تضرب الصحف الرخيصة والقراء الشعبيين بشكل أقوى من المستهلكين الأثرياء لأنها شكلت نسبة أعلى من سعر الشراء. كان لهذا القانون تأثير مخيف على الناشرين؛ حيث يُلام الضريبة على تراجع الأدب الإنجليزي الناقد للحكومة خلال تلك الفترة ولا سيما مع انتهاء مجلة ذا سبيكتاتور في نفس العام الذي سنت فيه الضريبة. وقد أدى إلغاؤه في عام 1855 إلى ظهور الصحافة الرخيصة مرة أخرى.

### قانون إدارة رسوم الطوابع لعام 1891 وقانون الطوابع لعام 1891
وقد حل محل القانون المذكور أعلاه قانون إدارة رسوم الطوابع لعام 1891 (54 و55 فيكتوريا الفصل 38) وقانون الطوابع لعام 1891 (54 و55 فيكتوريا الفصل 39) والذي لا يزال يشكل الجزء الأكبر من قانون المملكة المتحدة بشأن رسوم الطوابع اليوم.

### قانون الطوابع البريطاني الحديث
من عام 1914 إلى عام 1928 أشرف مدير الطوابع في مكتب الطوابع على إنتاج أوراق الخزانة (نوع من الأوراق النقدية لا ينبغي الخلط بينها وبين أوراق الخزانة الأمريكية). أصدرت هذه العملات المعدنية من فئة 1 جنيه إسترليني و10 جنيهات إسترلينية لتسهيل سحب العملات المعدنية من التداول ولم تكن قابلة للتحويل إلى ذهب. استمرت الأوراق النقدية الصادرة عن بنك إنجلترا من الفئات الأعلى في التداول إلى جانب سندات الخزانة. في عام 1963 انتقلت مسؤولية إنتاج الطوابع البريدية إلى مكتب البريد العام.
أدخل قانون المالية لعام 1986 ضريبة احتياطي الدمغة. اعتبارًا من 27 أكتوبر 1986 فرضت الرسوم على المعاملات "الإغلاقية" في بورصة لندن للأوراق المالية والتي كانت حتى ذلك الحين عبارة عن معاملات لم يستخدم فيها أي مستند وعلى هذا كانت معفاة من ضريبة الدمغة.
أقيم عرض عام للقطع الأثرية والسجلات التابعة لمكتب الطوابع في معهد كورتولد في عام 1994 للاحتفال بالذكرى السنوية الثلاثمائة لتقديم ضريبة الطوابع في المملكة المتحدة. وقد حصل مكتب الطوابع أيضًا على علامة الميثاق من اللجنة الاستشارية لجون ميجور كمكافأة لخدماته العامة.
تعتبر رسوم الطوابع أقدم الضرائب التي لا تزال تفرضها هيئة الإيرادات والجمارك البريطانية.

## جمهورية الصين الشعبية
وكجزء من الضرائب المحلية أدرجت جمهورية الصين الشعبية ضريبة الدمغة باعتبارها واحدة من "الضرائب السلوكية". ويخضع المستثمرون الأجانب أيضًا لضريبة الدمغة. وتخضع ضرائب الطوابع في الصين لـ"اللوائح المؤقتة لجمهورية الصين الشعبية بشأن القواعد التفصيلية لضريبة الطوابع لتنفيذها"، والتي نفذت في عام 1988. وفي عام 1997 أنتجت ضرائب الطوابع إيرادات بلغت 26.63 مليار يوان ومثلت 3.6% من الناتج المحلي الإجمالي للصين.

## الولايات المتحدة

### قانون الطوابع لعام 1765
بعد انتصار بريطانيا العظمى على فرنسا في حرب السنوات السبع - والتي تجسدت في أمريكا في شكل حرب الفرنسيين والهنود - سن قانون طوابع صغير يغطي جميع أنواع الوثائق. كان قانون الطوابع لعام 1765 (العنوان المختصر قانون الرسوم في المستعمرات الأمريكية لعام 1765 ؛ 5 جورج 3 ، الفصل 12) ضريبة مباشرة فرضها البرلمان البريطاني على مستعمرات أمريكا البريطانية. نص القانون على ضرورة إنتاج العديد من المواد المطبوعة في المستعمرات على ورق مختوم أنتج في لندن ويحمل طابع إيرادات منقوش. وكانت هذه المواد المطبوعة موجودة على كل وثيقة قانونية ومجلة وصحيفة، بالإضافة إلى العديد من أنواع الورق الأخرى المستخدمة في جميع أنحاء المستعمرات بما في ذلك أوراق اللعب. وعلى النقيض من الضرائب السابقة كان يتعين دفع ضريبة الدمغة بالعملة البريطانية السارية وليس بالعملة الورقية الاستعمارية.
وكان الغرض من هذه الضريبة هو المساعدة في دفع تكاليف القوات المتمركزة في أمريكا الشمالية. ورأت الحكومة البريطانية أن المستعمرات هي المستفيد الرئيسي من هذا الوجود العسكري، وأن السكان المستعمرين يجب أن يدفعوا على الأقل جزءًا من التكاليف. ادعى المستعمرون أن حقوقهم الدستورية قد انتهكت لأن هيئاتهم التشريعية الاستعمارية فقط هي التي يمكنها فرض الضرائب. ولم ترسل المستعمرات أي ممثلين إلى البرلمان وبذلك لم يكن لها أي تأثير على الضرائب التي تجمع أو كيفية فرضها أو كيفية إنفاقها. وقد ميز بعض معارضي قانون الطوابع بين الضرائب "الداخلية" مثل ضريبة الطوابع التي زعموا أن البرلمان ليس له الحق في فرضها، والإيرادات التي تجمع بشكل مشروع من خلال تنظيم التجارة. لكن بوجه عام اعتبر معظم المستعمرين أن القانون يمثل انتهاكاً لحقوقهم كإنجليز في دفع الضرائب دون موافقتهم - وهي الموافقة التي لا تستطيع منحها إلا الهيئات التشريعية الاستعمارية لأن الأميركيين لم يكونوا ممثلين في البرلمان. إن شعار "لا ضرائب بدون تمثيل" كان يعكس مظلمة متزايدة الأهمية أدت إلى الثورة الأمريكية. لم ير الأميركيون أي حاجة للقوات أو الضرائب؛ بينما رأى البريطانيون تحديًا استعماريًا لحكامهم الشرعيين.
واجه قانون الطوابع مقاومة كبيرة في المستعمرات. ثم أرسلت الجمعيات الاستعمارية عرائض واحتجاجات. أوقامت مجموعات الاحتجاج المحلية بقيادة التجار وأصحاب الأراضي الاستعمارية اتصالات من خلال المراسلات - ما يسمى " لجان المراسلة - التي أنشأت تحالفًا فضفاضًا يمتد من نيو إنجلاند إلى جورجيا. وقاموا بمقاطعة البضائع البريطانية. كما اتخذت معارضة الضريبة شكل العنف والترهيب. تعرضت مكاتب الجمارك وجباة الضرائب للهجوم. غالبًا ما تحولت الاحتجاجات والمظاهرات التي بدأتها جماعة أبناء الحرية المشكلة حديثًا إلى العنف والتدمير مع انخراط الجماهير. كانت الكلمة التي استخدمها المستعمرون كثيرًا هي "الحرية" أثناء ثورة قانون الطوابع. أقام معارضو الضريبة الجديدة جنازات وهمية نقلت فيها نعش "الحرية" إلى المقبرة. وأصروا على أنه لا يمكن "نزع الحرية دون موافقة".
وقد اتخذت بعض العناصر نهجا أكثر منطقية. كتب جيمس أوتيس الابن الاحتجاج الأكثر تأثيرًا، وهو "حقوق المستعمرات البريطانية مؤكدة ومثبتة". أقنع أوتيس الزعيم الراديكالي في ماساتشوستس جمعية ماساتشوستس بإرسال رسالة دورية إلى المستعمرات الأخرى، والتي دعت إلى عقد اجتماع بين المستعمرات للتخطيط لمقاومة معتدلة. انعقد مؤتمر قانون الطوابع في مدينة نيويورك في السابع من أكتوبر عام 1765 بحضور تسع مستعمرات؛ وكان من المرجح أن تشارك مستعمرات أخرى لو أخطرت في وقت مبكر. وكان مؤتمر قانون الطوابع خطوة أخرى في عملية محاولة حل المشاكل المشتركة. كان مؤتمر ألباني في عام 1754 قد انعقد بناء على حث المسؤولين الملكيين كمنتدى للتعبير عن المخاوف الدستورية، ومنح النقاد الأكثر تحفظًا للسياسة البريطانية بعض الأمل في استعادة السيطرة على الأحداث من الغوغاء الجامحين في شوارع العديد من المدن؛ وعلى النقيض من ذلك كان مؤتمر قانون الطوابع شأنًا استعماريًا بحتًا يعكس أول استجابة استعمارية مشتركة مهمة لأي تدبير بريطاني. وافق المندوبون في مؤتمر قانون الطوابع على إعلان مكون من أربعة عشر نقطة للحقوق والمظالم كعريضة موجهة إلى البرلمان والملك والتي صاغها إلى حد كبير جون ديكينسون من بنسلفانيا. وقد عكس هذا البيان القرارات الأخيرة التي اتخذها مجلس النواب في فرجينيا والتي زعمت أن الضرائب الاستعمارية لا يمكن أن تطبق إلا من خلال جمعياتهم الخاصة. وخص المندوبون بالذكر قانون الطوابع واستخدام محاكم نائب الأميرالية إلا أنهم أنهوا بيانهم بتعهد الولاء للملك.
لم تقتصر معارضة قانون الطوابع على المستعمرات. ففي كندا تجاهلت نوفا سكوشا القانون إلى حد كبير؛ إذ سمحت للسفن التي تحمل أوراقًا غير مختومة بدخول موانئها واستمرت الأعمال التجارية دون انقطاع بعد نفاد الطوابع من الموزعين. وشهدت نيوفاوندلاند بعض الاحتجاجات والالتماسات بناءً على التشريعات التي يعود تاريخها إلى عهد إدوارد السادس والتي تحظر أي نوع من الرسوم على استيراد السلع المتعلقة بمصايد الأسماك. احتجت مستعمرات الكاريبي أيضًا. وظهرت معارضة سياسية في عدد من المستعمرات بما في ذلك باربادوس وأنتيغوا وكذلك ملاك الأراضي الغائبين المقيمين في بريطانيا. وشهدت سانت كيتس ونيفيس أسوأ أعمال العنف حيث شهدت أعمال شغب وعرقلة لتوزيع الطوابع. كما نجحت مونتسيرات وأنتيغوا في تجنب استخدام الطوابع. وفي جامايكا سادت أيضًا معارضة شديدة وكثر التهرب من استخدام الطوابع. كما مارس التجار والصناع البريطانيون الذين تعرضت صادراتهم إلى المستعمرات للتهديد بسبب المقاطعة الاستعمارية ضغوطاً على البرلمان.
ألغي القانون في أوائل عام 1766 مع أن القانون الإعلاني حافظ على حق البرلمان في فرض الضرائب على المستعمرات.

## إحياء
أحيوا "طوابع الإيرادات" في الولايات المتحدة أثناء الحرب الأهلية الأمريكية. في عام 1862 بدأت حكومة الولايات المتحدة (الاتحاد) في فرض الضرائب على مجموعة متنوعة من السلع والخدمات والمعاملات القانونية في محاولة لجمع الإيرادات لتغطية التكاليف الباهظة للحرب. وللتأكد من سداد الضرائب اشتُريَ "طابع إيرادات" ولصق بشكل مناسب على العنصر الخاضع للضريبة. استمرت هذه الضريبة على الاستهلاك حتى انتهت الحكومة الفيدرالية من سداد ديون الحرب في عام 1883 وفي ذلك الوقت ألغيت الضريبة.
في عام 1898 أصدرت طوابع الإيرادات مرة أخرى لتوفير التمويل للحرب الإسبانية الأمريكية. فرضت الضرائب على مجموعة واسعة من السلع والخدمات بما في ذلك الكحول والتبغ والشاي وغيرها من وسائل الترفيه وكذلك على مختلف المعاملات القانونية والتجارية مثل شهادات الأسهم وسندات الشحن والبيانات والتأمين البحري. لدفع هذه الرسوم الضريبية اشتُريت طوابع ضريبية وألصقت على العنصر الخاضع للضريبة أو الشهادة ذات الصلة.
أصدرت طوابع الإيرادات على فترات غير منتظمة لمنتجات الكحول ومنتجات التبغ والكبريت والأدوية الملكية والعطور. وتوقفوا نهائيًا عن إصدار طوابع الإيرادات في 31 ديسمبر 1967.